# Miguel Ángel Carcano

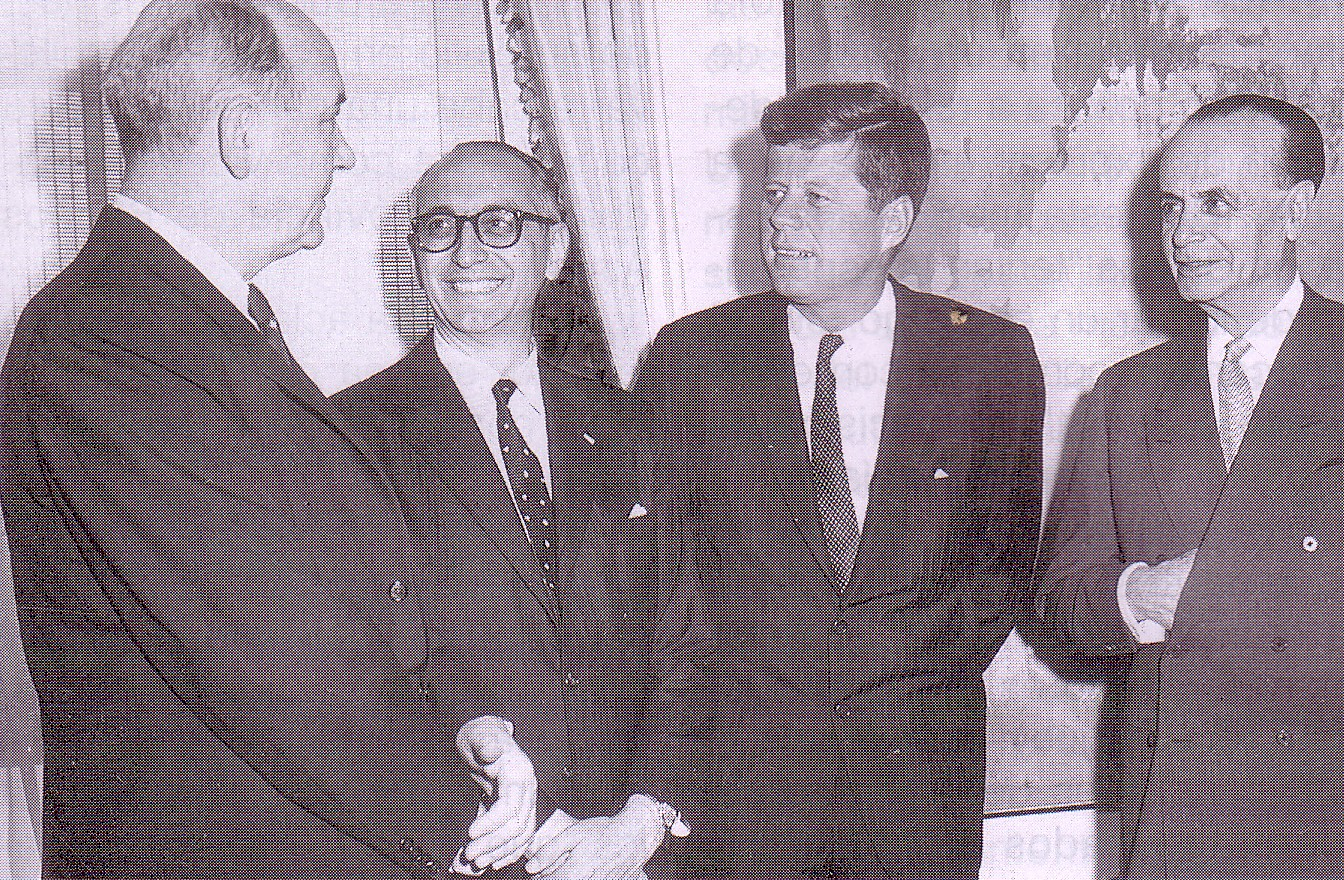
Dean Rusk, Arturo Frondizi, John F. Kennedy e Miguel Ángel Cárcano. Estados Unidos, 1961.

Miguel Ángel Carcano (Córdoba, 18 de julho de 1889 — 9 de maio de 1978) foi um advogado e diplomata argentino.
Foi ministro das relações exteriores da Argentina, de 1961 a 1962.